# Герасим Янев
Герасим (Геро) Янев, известен като Муставински, е български революционер, деец на Вътрешната македоно-одринска и Вътрешната македонска революционна организация.

## Биография
Герасим Янев е роден през 1879 година в щипското село Мустафино, тогава в Османската империя. Получава основно образование. Влиза във ВМОРО. От 1907 година е четник при Ефрем Чучков и Стоян Мишев.
След като родният му край попада в Сърбия след Междусъюзническата война Янев продържава с революционната си дейност и в 1914 година е четник на Дончо Ангелов, а в 1915 година - на Иван Бърльо.
След войните участва във възстановяването на революционната организация. През януари 1919 година сръбските власти го арестуват. След като излиза от затвора минава в нелегалност и е помощник войвода на Иван Бърльо, а от 1926 година - самостоятелен войвода в Щипско. През 1927 година напада с четата си сръбски участък в босилеградското село Извор.
Присъства на Седмия конгрес на ВМРО в 1928 година.